# Hov
Hov – miasto portowe w Danii, w regionie Jutlandia Środkowa, w gminie Odder.